# Star Mort Rickturn of the Jerri
"Star Mort Rickturn of the Jerri" er den tiende og sidste episode den fjerde sæson af Adult Swims tegnefilmserie Rick and Morty. Den er skrevet af Anne Lane og instrueret af Erica Hayes, og afsnittet havde premiere den 24. maj 2020. Titlen refererer til Star Wars: Return of the Jedi (1983).
Beth leder en gruppe rebeller i kampen mod den "Nye og forbedrede" Galactic Federation.
Afsnittet blev set af ca. 1,3 mio. personer ved første visning.